# اوبرفل
اوبرفل (به آلمانی: Oberfell) یک شهر در آلمان است که در ماین-کبلنتس واقع شده‌است. اوبرفل ۱٬۱۲۸ نفر جمعیت دارد.